# Technologický pokrok
Technologický pokrok, technický pokrok je proces zdokonalování výrobních prostředků, technologií, organizace práce a vyráběných produktů, který vede k úsporám společné práce, ke zvýšení užitečného efektu výroby a výrobků.
Projevy technologického pokroku jsou mnohostranné; na základě technických opatření se vyrábějí nové výrobky nebo výrobky s novými užitnými vlastnostmi, které lépe uspokojují společenské i individuální potřeby. Jedná se o technický pokrok ve výrobě a i samotných výrobků (inovace).
V průběhu technického pokroku dochází i ke strukturálním a organizačním změnám výroby i společnosti v souvislosti se změnou a zdokonalením pracovních prostředků v závislosti na jejich využití, tzv. technicko-organizační změny.
Technologický pokrok se nejvýznamněji projevuje v rozvoji pracovních prostředků. Významným rysem technického pokroku je proces náhrady živé práce prací strojní, tedy modernizace, automatizace.
Technický pokrok působí jako faktor růstu produktivity práce.